# یوآی‌کیو

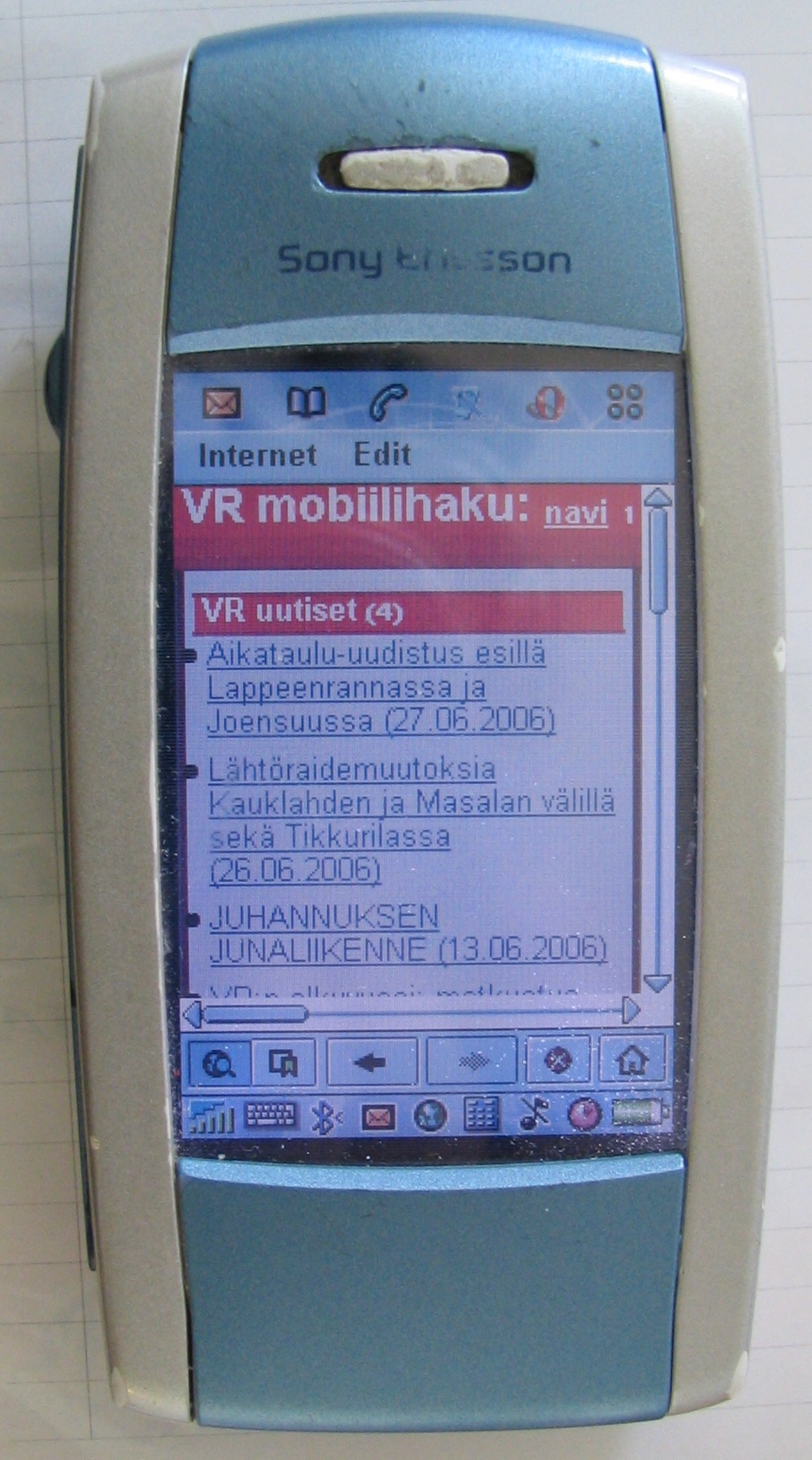
سونی اریکسون P800، اولین دستگاهی که دارای UIQ است. در این دستگاه، UIQ در بالای سیمبین اجرا می‌شود.

UIQ یا User Interface Quartz، سیستم‌عاملی بر پایۀ سیستم‌عامل سیمبیان بود.
با توجه به انعطاف‌پذیری بالایی که دارد به کارخانه داران این امکان را می‌دهد تا بتوانند گوشی‌هایی با فرمها و ویژگی‌های متفاوت را با استفاده از یک کد برنامه ثابت بسازند و به راحتی آن را با امکانات جدید فیت کنند. همچنین با استفاده از OperatorConfigurationPakage که در آن طراحی شده می‌تواند عملگرهای موبایل را به صورت سفارشی در بیاورند. سیستم‌عامل UIQ با به وجود آوردن ارتباط عالی با کاربران به همراه دسترسی آسان به سیستم پیشرفتهٔ شبکه توانست طرفداران زیادی را در دنیا به دست بیاورد. روی هم رفته پایداری در ساختار لایه‌ها و استفادهٔ مناسب از کلیدها کاربران را قادر ساخته تا در هنگام استفاده از گوشی، احساس راحتی داشته باشند. حتی در مقابل گوشی‌های مختلف.

## مقدمه
این مقاله به ویژگی‌های سیستم‌عامل UIQ به ویژه UIQ۳ می‌پردازد و تکنولوژی‌های به کار رفته در آن را شرح می‌دهد. این مقاله می‌تواند کاملترین مقاله به زبان فارسی در رابطه با سیستم‌عامل UIQ۳ باشد و من سعی کردم به خصوصیات این سیستم‌عامل بپردازم تا برنامه نویسان زبان C++ بتوانند با کمک این مقاله برنامه‌هایی مناسب برای این سیستم‌عامل طراحی کنند یا آن‌ها را گسترش دهند تا دیگر کاربران این سیستم‌عامل بتوانند از آن استفاده کنند. لازم به ذکر است که هر برنامه‌ای که به صورت فایل SIS برای این سیستم‌عامل ساخته شود، می‌تواند بر روی تمام پلتفرمهایی که این سیستم‌عامل بر روی آن نصب است اجرا شود. در واقع UIQ یک رابطه کاربری سیستم عامل Symbian است.این رابط کاربری دارای ویژگی‌ها و برنامه‌های خاصی می باشد که از آن جمله می‌توان به تکنولوژی خاص به کار رفته در آن‌، theme‌ها‌، مرورگر وب‌، سیستم پیغام‌رسان‌، سیستم تماس‌ها و سیستم برنامه‌های کاری اشاره کرد که به شکل خاصی در این رابط کاربری قرار گرفته‌اند.
در این مقاله ابتدا به تاریخچهٔ UIQ می‌پردازم سپس به ویژگی‌ها و برنامه‌هایی که در این سیستم‌عامل وجود دارد می‌رسیم با تکنولوژی‌های به کار رفته در آن ادامه می‌دهیم به چگونگی آرایش واسط کاربری و صفحه بندی آن می‌پردازیم و با چگونگی پایان UIQ و نتیجه‌گیری مقاله را پایان می‌بخشیم.
تاریخچه
UIQ در پایان سال ۱۹۹۸ وقتی شرکت‌های اریکسون، پیشن و سیمبین تصمیم به همکاری برای ساخت Quarter-VGA (تصویر ۳۲۰×۲۴۰ پیکسل) واسط کاربری برای سیستم‌عامل SymbianOS گرفتند متولد شد، یک تیم کوچک در لندن (انگلیس) و رونبی (سوئد) محتوای اصلی پلتفرم را تعریف کردند و دست به کار شدند تا واسط کاربر آن را طراحی کنند. شرکت اریکسون با این شرط وارد پروژه شد که در طراحی اصلی از پروژهٔ R&D این شرکت استفاده شود و تا زمانی‌که شرکت پیشن وارد پروژه شود، پروژهٔ گوشی R۳۸۰ را ادامه دادند. پیشن دارای تجربه‌های ارزشمندی در زمینهٔ PDAها بود و بعد از اینکه یک شرکت طراحی نرم‌افزار هم به پروژه اضافه شد این گروه شروع به طراحی هسته فعل انفعالات و نمونه‌سازی برنامه‌های مهم کرد.
اولین مدل پایه که شامل اجراکنندهٔ برنامه، نوار وضعیت، ساختار منو و برنامه‌های طراحی شده برای اتصال، تلفن و موارد مورد بحث بر روی Tablet PCهای لمسی امتحان شد و با توجه به بازخوردی که در بین کاربران داشت و پیشرفت‌هایی که در کار طراحی صورت گرفت پروژه با نام Quartz ثبت شد. همان چیزی که رفته رفته به نام UIQ شناخته شده‌است.
اولین رونمایی سیمبین از Quartz در کنفرانس SymbianDevelopers در سانتاکلارا (کالیفرنیا) در فوریه سال ۲۰۰۰ صورت گرفت و در ادامهٔ همان ماه اریکسون از پلتفرم EricssonCommunicator در نمایشگاه CeBIT در هانوفر (آلمان) رونمایی کرد.
در سال ۲۰۰۲، Quartz به UIQ تبدیل شد و اولین گوشی با سیستم‌عامل UIQ یعنی SonyEricsson P۸۰۰ وارد بازار شد که بر پایهٔ سیستم‌عامل SymbianOS V۷ طراحی شده بود و بعد از آن موتورولا، BenQ و Arima گوشی‌های موبایل بر پایهٔ UIQ را گسترش دادند، از جمله گوشی های دارای این رابط کاربری می توان به Motorola A۹۲۰ ، A۹۲۵ Motorola‌ ، Motorola A۱۰۰۰‌ ،
Sony-erricson P۸۰۰‌ ، Sony-erricson P۹۰۰‌ ، Sony-erricson P۹۱۰‌، Benq P۳۰‌، Benq P۳۱ و Arima ASP۸۰۵اشاره کرد.

## ویژگی‌های UIQ۳
UIQ۳ یکی از اصلی‌ترین ورژن‌های پلتفرم نرم‌افزاری UIQ است که ویژگی‌های قابل توجهی نسبت به UIQ۲٫۱ دارد، سیستم‌عامل UIQ۳ ترکیبی از سیستم‌عامل SymbianOS V۹ (استاندارد جهانی صنعتی سیستم‌عامل است که برای گوشی‌های موبایل طراحی شده‌است.) که با افزودن مقدار زیادی نرم‌افزار و افزایش ظرفیت آن توانسته‌است احساس خوبی به استفاده کنندگان از این گوشی بدهد.
UIQ۳ این قابلیت را به کارخانه داران داد تا بتوانند گروهی از گوشی‌های خود را که دارای فرمها و ویژگی‌های متفاوت هستند تنها با یک کد برنامه بسازند که این باعث شد تا هزینهٔ گسترش و پشتیبانی از این سیستم کاهش چشم‌گیری پیدا کند. UIQ۳ می‌تواند خود را با سبک کارخانه داران و سلیقهٔ کاربران تطبیق دهد و به صورت سفارشی برای آن‌ها در آید، UIQ۳ برای اولین بار در فوریه سال ۲۰۰۴ در نمایشگاه ۳GSM به مردم نمایش داده شد، مدلهایی از قبیل MOTO Z۸، Sony Ericsson P۹۹۰i, P۱i, W۹۶۰i گوشی‌هایی هستند که از سیستم‌عامل UIQ۳ استفاده می‌کنند.
گوشی‌های UIQ۳ همچنین می‌توانند با استفاده از OperatorConfigurationPackage عملگرهای موبایل را به صورت سفارشی دربیاورند. عکسها، تنظیمات، محتوای چندرسانه‌ای، برنامه‌های اضافه و... می‌توانند پیکربندی شوند.
از طریق کمیتهٔ توسعه دهندگان UIQ، برنامه نویسان می‌توانند SDK و حمایت لازم برای تولید یک برنامهٔ متقاعدکننده برای گوشی‌های UIQ۳ دریافت کنند. یک بسته SIS (نرم‌افزار نصب‌کننده فایل آغازی SymbianOS) می‌تواند ساخته شود تا در همهٔ گوشی‌های UIQ۳ اجرا شود.
UIQ برای فراهم آوردن ارتباط عالی با کاربر به همراه دسترسی آسان به سیستم پیشرفتهٔ شبکه طراحی شده‌ است، طراحی واسط کاربری و تست آن این نکته را نشان داد که وظایف کاربر می‌تواند سریع و به نرمی کامل شود، حتی آنهایی که شامل چندین برنامه می‌شود، گرافیک و افکتهای زیبا باعث شده‌است تا کاربران احساس بهتری نسبت به گوشی داشته باشند. روی هم رفته پایداری در ساختار، لایه‌ها و وظیفه دهی کلیدها کاربران را قادر ساخته‌است تا احساس راحتی در هنگام استفاده از گوشی داشته باشند، حتی در مقابل گوشی‌هایی با مدل‌های مختلف. 
SymbianOS یک سیستم‌عامل چند کاره‌است، به این معنی که کاربر می‌تواند به عنوان مثال در حال ارسال پیامک، آهنگ نیز گوش دهد.
UIQ شامل مجموعه‌ای از برنامه‌ها برای ارسال پیغام، جستجو در وب، اداره کردن فایلهای شخصی و... است، داده‌ها می‌توانند با کامپیوتر به اشتراک گذاشته شوند و همچنین برنامهٔ فرستندهٔ پیام در UIQ شامل SMS/EMS, MMS و Email می‌شود.

## مجموعه برنامه‌های ۳UIQ
مجموعه برنامه‌های UIQ۳ شامل تمام برنامه‌های کلیدی مورد نیاز گوشی می‌شود. کمپانی‌های موبایل این آزادی را دارند که برنامه‌هایی را که به آن‌ها داده می‌شود تا بر روی گوشی هایشان بریزند را تغییر یا افزایش دهند. این برنامه‌ها همچنین می‌توانند خود را به برنامه‌های ثانویه تبدیل کنند یعنی یک بر نامه جدید به پایگاه داده برنامه اصلی دسترسی داشته باشد و آن را تغییر دهد. به عنوان مثال برنامه‌ای به نام Sms Spam Manager می‌تواند به پایگاه دادهٔ Sms گوشی دسترسی پیدا کند و تاریخ و ساعت پیامک‌های دریافت شدهٔ شما را مرتب کند. و وقتی که شما وارد بخش Sms گوشی خود می‌شوید می‌بینید که پیامک‌های شما مرتب شده‌است. (در اکثر گوشی‌های UIQ۳ این مشکل وجود دارد که پیامک‌ها به ترتیب تاریخ در گوشی نمایش داده نمی‌شوند.)
مجموعه برنامه‌های اصلی شرکت UIQ به شرح زیر است: Agenda- که یک تقویم با امکان به یاد آورندهٔ قرار است که فرمت‌های iCalendar و vCalendar را پشتیبانی می‌کند.
Calculator -یک ماشین حساب با تابع‌های اصلی و حافظه 
Contacts -یک دفترچه تلفن که شما می‌توانید لیست مشخصات افراد را در یک جا و در گروه‌های مختلف جمع کنید. این 
برنامه مدیریت کارت USIM/SIM و استاندارد vCard ۲٫۱ را پشتیبانی می‌کند.
Messaging -که شامل Email, SMS/EMS, MMS می‌شود و هر اکانت ایمیل(POP۳، IMAP۴، SMTP) یک inbox جداگانه دارد و تمام فرمت‌های دیگر وارد یک inbox جداگانه می‌شود.
Jotter -که برای نوشتن یادداشت و کشیدن طرحی ساده استفاده می‌شود و اطلاعات آن می‌تواند به راحتی با برنامه‌های دگر اشتراک گذاشته شود.
Remote Synchronization -برنامهٔ OMA Data Sync ۱٫۲ که برای انتقال اطلاعات دیگر برنامه‌ها با کامپیوتر به کار می‌رود.
Telephony -UIQ در نمونه سازش یک برنامه ساختگی تلفن تدارک دیده شده و کمپانی‌ها معمولاً از برنامهٔ خود استفاده می‌کنند.
Time -برنامه‌ای برای نمایش ساعت و زمان، همچنین تعیین زمان اخطار و time zones و...
Todo -برای ذخیرهٔ کارهایی که باید انجام شود به ترتیب تاریخ و انواع و....این برنامه از استاندارد vCalendar پشتیبانی می‌کند.
Utilities -UIQ شامل برنامه‌هایی برای تغییر ظاهری در UIQ که شامل application installer, application launcher, controlpanel, file manager, task list و themes می‌شود.
Viewers -UIQ دارای یک سری از نمایش دهنده‌ها برای تماشای فایلهای دریافت شده توسط گوشی است.از قبیل عکس‌ها، آهنگ‌ها و تمها. وقتی فایلی انتخاب می‌شود، نمایشگر مناسب آن فایل نیز به‌طور خودکار فعال می‌شود.
Voice recorder -برای ضبط صدا به کار می‌رود.
Web -UIQ یک جستجوگر کامل HTML دارد که می‌تواند چندین صفحهٔ وب را به‌طور هم‌زمان باز کند، همچنین رنج وسیعی از استانداردهای وب را پشتیبانی می‌کند.

## تکنولوژی و ویژگی‌های به کار رفته در UIQ
UIQ دائماً به روزرسانی می‌شود و خودش را با تکنولوژی‌های روز موبایل ارتقاء می‌دهد، خلاصه‌ای از این پیشرفت‌ها در زیر شرح داده شده‌است: ۱. تکنولوژی بلوتوث: بلوتوث در UIQ ادامه دهندهٔ پیاده‌سازی بلوتوث سیمبین است با چندین ترکیب دهنده که چندین پرفایل اضاف تر از SymbianOS دارد، ازقبیل FTP Server, Object Push (OPP), PersonalAreaNetwork (PAN)، و یک کاربر میانجی برای بلوتوث ویک کاربر میانجی برای ساپورت از جریان صدا (A۲DP) و همچنین دارای برنامه‌های مفید برای استفاده از بلوتوث به صورت عام مثل برقرار کردن اتصال بین دو گوشی و اجازه برقراری اتصال دادن و... ۲.مدیریت حقوق دیجیتال (DRM): UIQ سیستم DRM را برای دانلود کردن، انتقال دادن فایل و نصب کردن فایل فعال ساخته‌است. به عنوان مثال برای آهنگ‌ها، فایلها، تمها و.... همچنین عامل دانلود OMA، UIQ ورژن OMA DRM v۲٫۰ را ساپورت می‌کند. ۳.افکتهای گرافیکی: 
۱.انیمیشن‌ها: فرمتهای MNG, GIF۸۹a و SVG را ساپورت می‌کند. ۲.رنگها: از ۸-bit تا ۲۴-bit را ساپورت می‌کند.
۳.	تکست‌ها :تکست‌های معمولی و سایه دار را ساپورت می‌کند و همچنین می‌توان رنگ هر نوشته را نیز تعیین کرد. ۴.SVG Tiny: دارای پخش‌کنندهٔ SVG عکس است که می‌تواند عکسهای با کیفیت بالا و با هر رزولوشنی را نمایش دهد. ۱.مادون قرمز: می‌تواند به‌طور کانل رنج سرعت ۹٫۶ kbit/s تا ۱۱۵٫۲ kbit/sرا ساپورت کند: IrOBEX, IRCOMM و IrTRANP ۲.همایت از زبان بین الملی: پلتفرم UIQ با زبان انگلیسی تهیه دیده شده ولی این امکان را به کمپانی‌ها می‌دهد تا چندین زبان را به آن اضافه کنند. برای مثال UIQ زبان‌هایی که علامتهای مخصوصی را مثل زبان چینی و آنهایی که الگوی راست به چپ دارن مثل زبان فارسی را ساپورت می‌کند.
۳.	Multi-Homing: این امکان را به کاربران می‌دهد تا چندین ارتباط با چندین شبکه به صورت هم‌زمان داشته باشند. مثلاً هم به اینترنت متصل باشند و هم MMS دریافت کنند. ۴.Operator Configuration Package: کمپانی‌ها و اپراتورهای شبکه نیاز دارن که محصولات و سرویس‌های آنها، ظاهری خوب و دسترسی آسانی داشته باشد. این پکیج به کمپانی‌ها این امکان را می‌دهد تا بتوانند به گوشی‌های UIQ شکل دلخواه خود و قابل قبول اپراتورهای شبکه یشان را دهند. ۵.Over-The-Air Provisioning: این قابلیت این امکان را به اپراتورهای شبکه می‌دهد تا بتوانند گوشی‌ها را از طریق امواج اداره کنند. که از OMA Device Management و OMA Client Provisioning استفاده می‌کند.
۶. Platform Security : که از SymbianOS گرفته شده‌است و برای حفاظت از فایلهای مورد علاقهٔ مشتری‌ها، اپراتورهای شبکه و برنامه نویسان به کار می‌رود.
۷.	Virtual Private Networks : که پرتکل استاندارد صنعتی IPSec را پشتیبانی می‌کند.
UIQ۳ این امکان را به کارخانه داران داد تا رنج وسیعی از محصولات خود که ویژگی‌های متفاوت دارند را تنها با یک کد برنامه تهیه کنند، شما می‌توانید تنها با تهیهٔ یک پکیج (فایل SIS) از برنامه‌ای که نوشتید، آن را برای دیگر گوشی‌های UIQ۳ گسترش دهید. در این بخش می‌خواهیم قسمتی از دلایل این انعطاف‌پذیری بالا را توضیح دهیم.

## پیکربندی پارامترهای میانجی کاربر
UIQ۳ صفحه نمایش‌های متنوع به همراه پیکربندی سخت‌افزاری گوناگون را پشتیبانی می‌کند، این صفحه نمایش‌ها برای استفاده از پارامترهای مشخص طراحی شده‌اند و بعضی از آن‌ها فقط به صورت تئوری وجود دارند ولی بیشتر آن‌ها مورد استفاده قرار می‌گیرند و گزینه‌های بیشتری می‌تواند به عنوان حالت سخت‌افزاری جدید و فعل انفعالات کاربر به آن‌ها اضافه شود.
پارامترهای پیکربندی
۱.	مد صفحه : شامل وضوح تصویر در واحد پیکسل و موقعیت صفحه می‌شود. که در UIQ به صورت پیشفرض شامل چهار حالت زیر می‌شود.
ولی کارخانه داران ممکن است از رزولوشن‌های متفاوتی استفاده کنند و برنامه نویسان باید به این نکته توجه کنند وبرنامهٔ خود را مطابق با رزولوشن گوشی مورد نظر طراحی کنند.
۲.	جهت‌گیری صفحه : UIQ۳ وارونگی تصویر را به دو حالت Landscape (Normal) و Landscape ۱۸۰ (Inverted) پشتیبانی می‌کند. در این حالات کلید خودشان می‌چرخند و تغییر جهت می‌دهند به عنوان مثال کلید بالا به کلید سمت چپ تبدیل می‌شود.برای استفاده از این ویژگی‌ها برنامه نویسان نیازی به انجام کار خاصی ندارند و این متد به صورت پیشفرض در UIQ تعریف شده‌است
۳.	صفحهٔ لمسی و شیوهٔ فعل انفعالات : صفحهٔ لمسی، لایه‌ای است که بر روی صفحه نمایش نصب می‌شود و شیوهٔ فعل انفعالات، راه‌های کار کردن کاربر با گوش را تعیین می‌کند.که به سه دستهٔ زیر تقسیم می‌شوند.
۱.	Softkey Style : در این حالت از صفحهٔ لمسی استفاده نمی‌شود و کاربر فقط با یک دست می‌تواند گوشی را کنترل کند.
۲.	Softkey Style Touch : در این حالت اجازه داده می‌شود تا از حالت لمسی هم استفاده شود.
۳.	Pen Style :در این حالت فقط از قسمت لمسی استفاده می‌شود و برای استفاده باید از دو استفاده کرد.
لایه صفحهٔ UIQ۳
صفحهٔ UIQ۳ به پنج قسمت تقسیم می‌شود. دو تا از این قسمت‌ها در حالت‌های Pen Style و Softkey Style متفاوتند ولی در بقیه حالت مثل هم هستند. در زیر به این قسمت‌ها اشاره می‌کنیم
۴.	Statusbar (نوار وضعیت): اطلاعاتی از قبیل شدت صدا، وضعیت باتری و پیام‌های خوانده نشده را نمایش می‌دهد. نوار وضعیت توسط کارخانه پیکربندی می‌شود و نمی‌تواند به عنوان برنامهٔ ثانویه قرارگیرد. در حالت Softkey Style نوار وضعیت فقط قابل خواندن است ولی در دو حالت دیگر شما می‌توانید اطلاعات را تماشا و به آن‌ها دسترسی پیدا کنید.
۵.	Titlebar (نوار عنوان): شامل نام برنامه و عنوان برنامه می‌شود که در حالت Pen Style از آیکون برای دسترسی به منوی برنامه و چیزهای دیگر استفاده می‌شود.
۶.	ViewContact :برنامه خودش اطلاعات را به چندین صفحه تقسیم می‌کند. صفحهٔ اول مربوط به اطلاعات مهم است و اطلاعاتی مثل محل برنامه و... در صفحه‌های بعدی که اگر بیشتر از یک صفحه باشد آیکن‌ها نمایش داده می‌شود وبا استفاده از کلید چپ و راست در Softkey Style یا با انتخاب مستقیم در Pen Style می‌توان صفحه را انتخاب کرد.
۷.	Application Space : فضای اصلی مربوط به برنامه.
۸.	Softkey Labels : در حالت Softkey Style سه برچسب برای سه دکمهٔ گوشی ظاهر می‌شود.
۹.	Button Bar : در حالت Pen Style در این حا لت نیز حد اکثر سه حالت دارد
پایان UIQ
در سال ۲۰۰۶ اعلان شد که شرکت SonyEricsson قصد خرید شرکت UIQ را دارد و تا نوامبر سال ۲۰۰۷ این شرکت صاحب ٪۵۰ از سهام این شرکت شد اما به علت رکود اقتصادیی که باعث ورشکستگی بیشتر شرکت‌های دنیا شد شرکت SonyEricsson اعلام کرد که بخش UIQ دیگر سود دهی ندارد و در حالی که تا آخرین روزهای سال ۲۰۰۸ این شرکت حدود ۲۰۰ نفر همچنان در آن مشغول به کار بوده‌اند این کمپانی این بخش را تعطیل کرد و دیگر گوشیی با این سیستم‌عامل تولید نخواهد شد.
امیدواریم که در سیستم‌عامل واحد سیمبین که قرار است از سال ۲۰۱۰ مورد استفاده قرار گیرد از قابلیت‌های UIQ در آن استفاده شود.

## نتایج
به عنوان نتیجه‌گیری باید گفت که سیستم‌عامل UIQ یک سیستم انعطاف پذیر با قابلیت‌های بالا و نرم‌افزارهای متنوع است. که به کاربران اجازهٔ هر گونه تغییر در ظاهر آن را می‌دهد که طرفداران زیادی در دنیا دارد.